# Università Cornell

Logo dell'Università Cornell

L'Università Cornell (in inglese Cornell University) è un'università statunitense situata a Ithaca, nello Stato di New York, membro dell'Ivy League.
L'università è stata fondata nel 1865 da Ezra Cornell e Andrew Dickson White, con il principale obiettivo di offrire un alto livello d'istruzione senza tuttavia discriminare gli studenti in base a razza, religione o appartenenza a movimenti politici. I principi ispiratori dei fondatori erano volti all'insegnamento universitario e alla ricerca in ogni disciplina dello scibile umano, dalle materie umanistiche alle scienze, affrontando aspetti teorici e pratici di ogni materia. Tali ideali, assolutamente non diffusi all'epoca, sono racchiusi nel motto stesso dell'università: "Voglio fondare un'istituzione in cui chiunque possa studiare qualunque cosa".
L'offerta formativa di Cornell spazia dalle arti alle scienze, dall'ingegneria alla giurisprudenza e all'economia, offrendo corsi di laurea e dottorato in pressoché qualsiasi disciplina, per un totale di sette dipartimenti nel campus principale, presso Ithaca negli Stati Uniti. Inoltre, due distaccamenti del dipartimento di medicina sono presenti a New York e a Education City, in Qatar.
Cornell vanta un totale di quaranta premi Nobel, due vincitori del prestigioso premio Turing, un vincitore della medaglia Fields, due del premio Wolf, cinque vincitori del prestigioso premio MacArthur, quattro vincitori del premio Pulitzer, tre della medaglia nazionale americana delle scienze, ventisei vincitori del premio NSF alla carriera e numerosi altri riconoscimenti.

## Storia

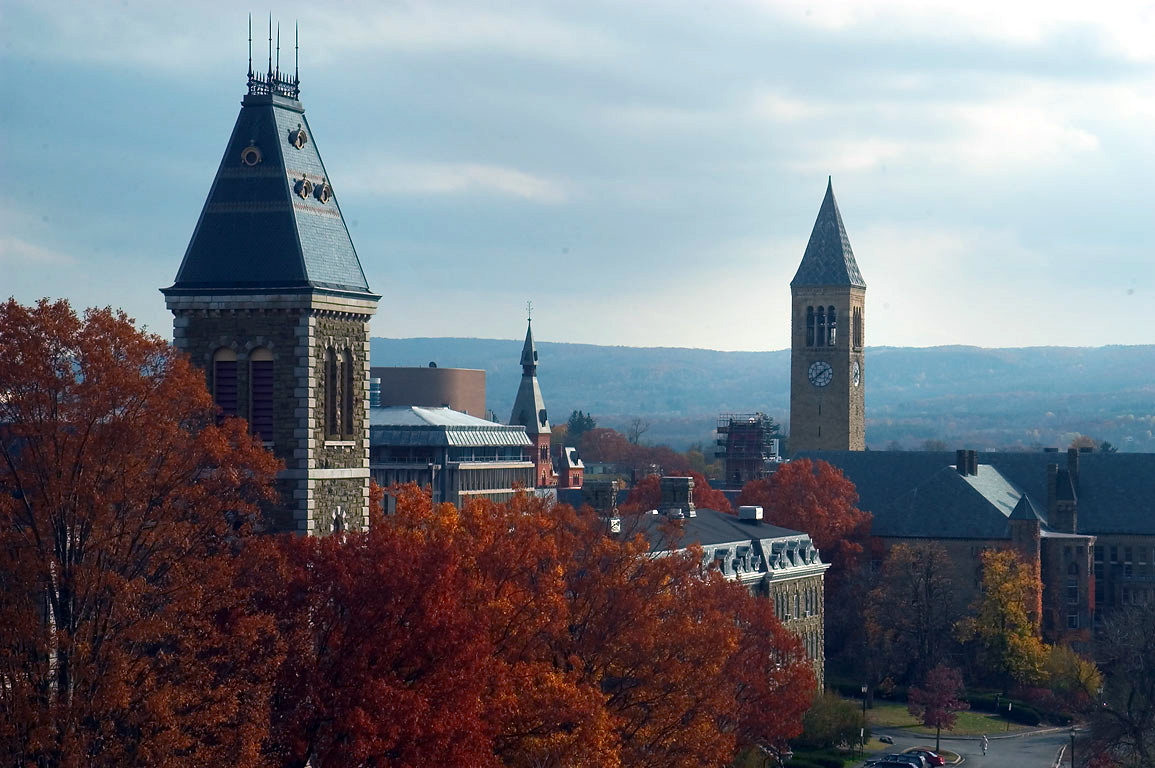
Vista del campanile, simbolo dell'università, le cui campane hanno scandito le ore dal 1868

La Cornell è stata fondata il 27 aprile 1865 a seguito di un decreto del Senato dello Stato di New York. Il senatore Ezra Cornell mise a disposizione le sue proprietà agricole presso Ithaca per la costruzione del campus universitario e 500 000 dollari come investimento iniziale. Il senatore Andrew Dickson White fu il primo rettore di Cornell. Nei tre anni successivi, White si occupò della costruzione dei primi due dipartimenti e viaggiò in giro per il mondo alla ricerca di professori e studenti.
L'università fu inaugurata il 7 ottobre 1868, e 412 persone furono iscritte il giorno successivo. Due anni dopo fu ammessa la prima donna, il che fece di Cornell la prima università mista dell'Ivy League. Al tempo, Louis Agassiz e James Crafts erano professori di ruolo. In questa importante università ha tra l'altro insegnato Frances Perkins, statista e legislatore del diritto del lavoro.
Cornell si è espansa significativamente nel ventesimo secolo: la popolazione studentesca crebbe, infatti, fino ad arrivare a 20 000 studenti, e alla fine del ventesimo secolo, più di 3 400 fra professori e ricercatori erano alle dipendenze dell'università. Attualmente, sono disponibili più di 4 000 corsi universitari.
Dal 2000, Cornell ha espanso il suo dominio di influenza accademica fondando il Weill Cornell Medical College in Qatar, il primo dipartimento americano di medicina al di fuori degli Stati Uniti. Inoltre, strette relazioni accademiche con istituzioni asiatiche quali India, Singapore e Cina sono tuttora presenti.

## Campus

### Campus principale

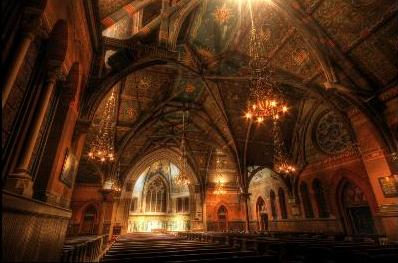
La cappella Sage ospita le spoglie del padre fondatore Ezra Cornell

Il campus principale, situato su East Hill a Ithaca, gode di una vista panoramica del lago Cayuga. Al tempo della fondazione nel 1865, il campus consisteva di 0,85 km². In seguito si è poi espanso sino a raggiungere 3,0 km².
Il campus è suddiviso in Central Campus, North Campus, West Campus e Collegetown. Sul campus sono presenti laboratori, dipartimenti amministrativi e quasi tutti i dipartimenti accademici, oltre a palestre, auditorium, musei e residenze per studenti, specialmente nella parte ovest, dove sono anche presenti 25 fraternite studentesche. Presso Collegetown si trova anche lo Schwartz performing arts.
Il campus è caratterizzato da uno stile architettonico irregolare ed eclettico, esibendo stili gotico, vittoriano e neoclassico per la maggior parte, e, in parte minore, palazzi in stile più avveniristico.
L'università è situata in una valle denominata Finger Lakes (laghi a forma di dita), e offre una vista panoramica del lago sottostante, il Cayuga Lake, e dei torrenti che circondano il campus stesso. Attorno al campus, la Cornell University possiede inoltre 11,6 km² di terreni e un giardino botanico.

### Campus di New York

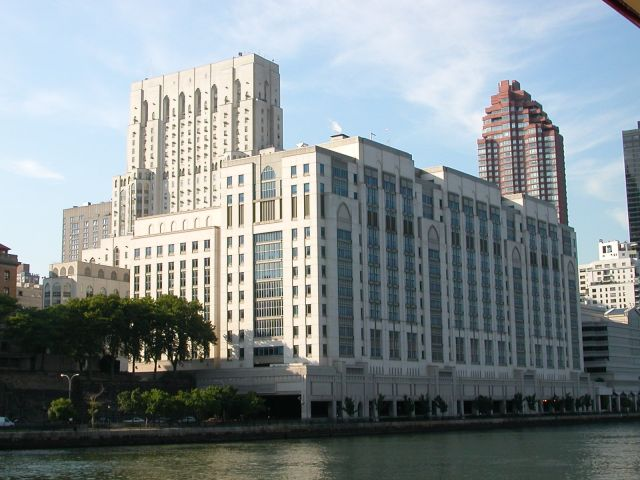
Weill Medical Center a New York

Il centro medico Weill di Cornell è situato a nord-est sull'isola di Manhattan e ospita due divisioni: la facoltà di medicina e la scuola di dottorato di medicina. Il centro medico è affiliato al New York-Presbyterian Hospital dal 1972. Nonostante i due centri siano separati, la Columbia University e il centro medico Weill Cornell condividono l'unità amministrativa. Il centro è inoltre affiliato con Memorial Sloan-Kettering Cancer Center, Rockefeller University, e Hospital for Special Surgery.

### Campus del Qatar
Il Weill Medical College nel Qatar si trova a Education City, vicino a Doha. È stato aperto nel 2004, ed è il primo dipartimento americano di medicina al di fuori dei confini nazionali. Il centro offre corsi di laurea in medicina comprensivi di specializzazioni, ed è stato il primo istituto misto in Qatar.
La costruzione del campus, progettato da Arata Isozaki, fu parzialmente finanziata dal governo del Qatar attraverso la Qatar Foundation, che contribuì con 750 milioni di dollari la costruzione.

### Altre infrastrutture
Cornell possiede numerose altre strutture. L'Arecibo Observatory in Porto Rico, ad esempio, gestito in cooperazione con National Science Foundation, e il laboratorio Shoals Marine Laboratory, gestito con la collaborazione dell'Università del New Hampshire, Altre strutture a disposizione della ricerca universitaria comprendono la New York State Agricultural Experiment Station, a Geneva (New York), il Cornell Laboratory of Ornithology, il Duck Research Laboratory a Eastport, New York.

## Organizzazione accademica
Cornell è la quarta università al mondo per produzione di laureati che intraprendono un dottorato in ingegneria e scienze naturali in università americane, e quinta nel mondo per la produzione di laureati che intraprendono il dottorato. L'università, tuttavia, è maggiormente predisposta per la ricerca scientifica; nel 2006 sono stati infatti spesi 646 milioni di dollari in ricerca e sviluppo. Nel 2007 Cornell è stata classificata quinta fra le università americane nel ricavo di fondi per la ricerca, ottenendo un totale di 406 milioni di dollari da privati.
Cornell è costantemente classificata nelle prime quindici università del mondo. Nel 2024 Cornell è classificata al 20º posto nel Times Higher Education World University Rankings.

## Nella cultura di massa
- L'università, il relativo anno di fondazione e il nome del fondatore stesso, vengono citati da Michael Peña nel film Tom & Jerry del 2021.

- Il personaggio di Andrew Baines "Andy" Bernard, interpretato da Ed Helms nella famosa serie televisiva The Office, ha studiato all'Università Cornell; Andy ricorda spesso e con molesta insistenza la sua formazione accademica, per sottolineare gli studi eccellenti da lui portati avanti, differenti da quelli dei suoi colleghi.

- Sull'ateneo è incentrato il film Football Days at Cornell, diretto da Theodore Wharton (1912).